# 에디 제미선
에디 제미슨(Eddie Jemison)은 미국의 배우이다. 1996년 영화 《스키즈폴리스》로 데뷔하였다. 《오션스 일레븐》(2001), 미국 HBO 드라마 《헝》(2009-11) 등에 출연했다.

## 출연 작품

### 영화
- 스키즈폴리스 (1996, Schizopolis)
- 오션스 일레븐 (2001)
  - 오션스 트웰브 (2004)
  - 오션스 13 (2007)
- 워 독 (2016) - 양로원 매니저 역

### 텔레비전
- 헝 (2009-11)